# Catacomba maggiore
La catacomba maggiore (chiamato dalle fonti Coemeterium Maius) è una catacomba di Roma, posta lungo la via Nomentana, nel moderno quartiere Trieste.

## Toponimo
La prima menzione della nostra catacomba è nel documento liturgico, risalente alla metà del V secolo, chiamato Martirologio geronimiano: ricordando i martiri del 16 settembre, si dice che furono sepolti “in cimiterio maiore” sulla via Nomentana. Il Coemeterium Maius deve il suo nome alla vastità della catacomba ed alla fitta ramificazione delle sue gallerie: in essa troviamo una delle più lunghe gallerie ipogee di tutta Roma, quasi 200 metri. Con questo nome compare negli itinerari per pellegrini dell'Alto medioevo.

## Storia
La catacomba nasce verso la metà del III secolo: inizialmente essa era distinta in due nuclei separati tra loro, con due scale d'accesso indipendenti, oggi situate presso l'attuale ingresso in via Asmara. Rilievi eseguiti nel sopraterra hanno portato alla scoperta dell'esistenza di una villa rurale romana che, al momento del suo abbandono, fu trasformata per scopi funerari, prima con sepolture subdiali, ed in seguito, nel III secolo appunto, con lo scavo del cimitero ipogeo. Alla fine del secolo le due sezioni della catacomba furono unificate, dando origine alla più grande catacomba romana, che rimase in uso fino alla prima metà del V secolo. Gli itinerari altomedievali ci informano dell'esistenza di una basilica nel sopraterra, dedicata a Sant'Emerenziana, e di due sepolcri ipogei trasformati in santuari, dedicati ai santi Vittore ed Alessandro.
La catacomba maggiore fu esplorata per la prima volta nel 1493 dai monaci agostiniani della basilica di Santa Maria del Popolo, cui apparteneva (fino al 1870) il terreno in cui si trovava il cimitero. Anche Antonio Bosio, agli inizi del Seicento, riuscì a penetrare nel cimitero e lo descrisse nel suo libro postumo “Roma sotterranea”, confondendolo però con la vicina catacomba di Sant'Agnese, cui era collegata tramite un antico arenario. Nel Settecento, come molte altre catacombe romane, il cimitero maggiore subì i danni provocati dai corpisantari, ricercatori di reliquie. I primi studi scientifici sul cimitero iniziarono nell'Ottocento, fino agli studi condotti dal sacerdote Umberto Maria Fasola nel XX secolo.

## Martiri
Nel già citato Martirologio geronimiano, alla data del 16 settembre, vengono ricordati questi martiri sepolti nel cimitero maggiore: Vittore, Felice, Alessandro, Papia ed Emerenziana. Di Vittore, Felice ed Alessandro non si sa nulla circa la loro vita e il loro martirio, benché siano ricordati una seconda volta alla data del 20 aprile. Emerenziana è ricordata anche alla data del 23 gennaio: qui si racconta che, lapidata presso la tomba della vergine Agnese, di cui era “sorella di latte”, fu sepolta nel cimitero vicino a quello di Agnese, ossia il nostro. Attualmente le sue reliquie si trovano nella basilica di Sant'Agnese fuori le mura. Infine alla data del 29 gennaio il martirologio ricorda la sepoltura nel cimitero maggiore dei due martiri, militari di mestiere, Papia e Mauro, convertitisi al cristianesimo durante l'interrogatorio di altri due cristiani, poi condannati al martirio, Sisinnio e Saturnino. Dunque in tutto sono 6 i martiri che le fonti letterarie ricordano in questo cimitero: Vittore, Felice, Alessandro, Emerenziana, Papia e Mauro.
Circa l'esistenza di riscontri monumentali a conferma della tradizione letteraria, la fortuna è venuta in soccorso degli archeologi. Infatti, verso la fine dell'Ottocento, durante la demolizione della chiesa di San Salvatore de pede pontis, presso l'isola Tiberina, fu rinvenuta una lapide, mutila nella sua parte destra, che ricordava quattro martiri del cimitero maggiore, ossia Vittore, Felice, Emerenziana ed Alessandro. Sessant'anni dopo, durante gli scavi della catacomba sulla via Nomentana, fu trovata la parte mancante della lapide, che inoltre recava impressa il nome del quinto martire, Papia. Circa l'ultimo martire, Mauro, è stata trovata una transenna di marmo, fatta erigere da una fedele di nome Patricia, come ex voto in memoria dei santi Alessandro, Vittore, Mauro, Papia e Felice, i cui nomi sono scolpiti nei resti trovati.

## Descrizione
Nel 1876 Mariano Armellini scoprì una cripta monumentalizzata, che erroneamente scambiò per il luogo di sepoltura di santa Emerenziana. Qui sono conservati diversi resti di affreschi, i più antichi risalenti alla prima metà del IV secolo, con le figure dei martiri principali della catacomba. Studi recenti hanno stabilito che questa basilichetta ipogea è in realtà il luogo di sepoltura dei martiri Vittore ed Alessandro, ricordato dagli itinerari per pellegrini dell'Alto medioevo. L'ambiente è diviso in due parti da un arco, ed è abbellito e monumentalizzato con volte a crociera, colonne con capitelli ed un lucernario. Inoltre vi si trovano una cattedra scolpita nel tufo, e sulla parete opposta una mensa scavata anch'essa nel tufo per la raccolta degli oli sacri.
Questa cattedra non è l'unica presente nel nostro cimitero. Infatti ne sono state trovate altre sette, tutte localizzate in una regione della catacomba, chiamata appunto regione delle cattedre, risalente alla prima metà del IV secolo: queste cattedre, assieme alla mensa per gli oli santi, avevano una funzione simbolica ed erano legate ai cosiddetti riti del refrigerio, che i cristiani avevano mutuato dai pagani assieme ai riti del banchetto funebre: in occasione della ricorrenza di un defunto o di feste legate al culto dei morti, era consuetudine per la famiglia riunirsi attorno alla tomba del proprio congiunto defunto per banchettare e cospargere di vino o latte la sua tomba o addirittura, attraverso dei piccoli fori, introdurre liquidi o alimenti solidi al suo interno.
Nella regione delle cattedre è stato scoperto un sarcofago pagano della prima metà del III secolo riutilizzato dai cristiani, perfettamente integro: esso riporta scene di caccia, con tracce di pittura; sul coperto, anch'esso finemente scolpito, è riportato il nome del cristiano che aveva riutilizzato il sarcofago, un tale Aurelius Tabula di 24 anni.
Inoltre, nei pressi della cripta di santa Emerenziana, in un arcosolio, è stata rinvenuta una pittura raffigurante una Vergine orante, di età costantiniana: la figura femminile, nell'atto della preghiera, è abbigliata in modo elegante con un'ampia dalmatica, una collana di perle attorno al collo ed ha davanti a sé un bambino; essa è accompagnata, ai lati dell'arcosolio, da due cristogrammi. Questa figura è stata interpretata come uno dei primi tentativi di rappresentare, in modo certamente ieratico, la madre di Gesù, anche se non si esclude che si tratti semplicemente dell'immagine di una defunta.